# Knut Torbjørn Eggen
Knut Torbjørn Eggen (Orkdal, 1 de novembro de 1960 - Moss, 20 de fevereiro de 2012) foi um futebolista e treinador de futebol norueguês. Era filho do ex-jogador do Rosenborg, Nils Arne Eggen, que o comandou nos últimos anos de sua carreira.

## Início
Eggen, que jogava como defensor, foi revelado no Orkdal IL, time da sua cidade natal, onde atuaria até 1978. No ano seguinte, assinou com o Rosenborg, única equipe que defenderia na carreira, encerrada precocemente em 1991, quando tinha trinta anos.

## Seleção
Convocado pela Seleção Norueguesa em apenas quatro oportunidades, Eggen disputou apenas uma competição pela equipe: as Olimpíadas de 1984, em Los Angeles.

## Após a aposentadoria
Em 1994, Eggen iniciou a nova carreira de treinador no Aalesund. Trabalharia ainda no Moss FK e no Fredrikstad, de onde sairia em 2006.
Com a saída de Rune Bratseth da direção esportiva do Rosenborg, Eggen retornou ao clube, tendo exercido a função até 2008. Seu último trabalho foi novamente no Moss, onde exerceu a função de coordenador das categorias de base. Em ambos os períodos, o ex-atleta também chegou a atuar como comentarista de TV  e fazia análises das partidas no canal local Viasat 4.

## Morte
Em fevereiro de 2012, Knut foi encontrado morto em sua casa, na cidade de Moss. A causa da morte não fora divulgada. Ele já havia declarado que sofria distúrbios de ansiedade nos tempos de jogador.

## Títulos

### Como jogador
- Tippeligaen: 3 (1985, 1988, 1990)
- Copa da Noruega: 2 (1988, 1990)

### Como técnico
- Copa da Noruega: 1 (2006)